# Fernanda Contreras
Fernanda Shlomit Contreras Moreno (Santiago, Chile; 16 de septiembre de 1999) es una futbolista profesional chilena. Juega de delantera y su equipo actual es el Colo-Colo de la Primera División de Chile.

## Trayectoria
Su trayectoria comenzó en el año 2010 al inscribirse en la Escuela de Fútbol Femenino Colo Colo. En el 2012 subió a la Sub17 (cadetes) con 12 años de la mano del profesor José Letelier, actual entrenador de la Selección femenina de fútbol de Chile.

## Clubes
| Club      | País  | Año             |
| --------- | ----- | --------------- |
| Colo-Colo | Chile | 2010 - Presente |

## Palmarés

### Torneos nacionales
- Sub17 (5) / Primera División (2):  Apertura 2017, Clausura 2017[4]

### Torneos internacionales
- Copa Libertadores de América Femenina: Subcampeón 2017

## Vida privada
Es estudiante de Nutrición y Dietética, su pareja es Branco Provoste que también es futbolista.